# حمام الملوكي
حمّام الكاظمية الملوكي أو حمام الملك من حمامات بغداد العامة في الجانب الغربي من بغداد بمدينة الكاظمية مقابل مدرسة الخالصي شيد سنة (1249ه‍/1833م) ولا تزال دائرة، وموقعه في محلة الشيوخ قرب سوق الأسترابادي التاريخي التراثي ويرجع تاريخ بناءه إلى القرن التاسع عشر الميلادي من قبل عائلة الأسترابادي. والحمام لا يزال قائماً في مكانه، ولكنه أهمل وقل رواده والسبب هو ان مالكي الحمام وبعد عام 1958م، قد شيدوا حماماً آخر خلفه مباشرة بطراز ومواصفات حديثة اسموه حمام الإمامين وشهرته حمام القمارة. وكان الملك غازي (1933-1939 م) ملك العراق الأسبق يحب ان يستحم في حمام في الكاظمية إسمه ( حمام ملوكي) .وفي لقاء مع مدير هذه الحمام (الحاج عبد الرسول محمد العاملي) وكان عمره (64) عاماً قال : إننا سمينا الحمام بهذا الاسم لان الملك غازي كان يرتاده ويحب الإستحمام فيه. وهو حمام عام ونظيف جداً. وصاحبا الحمام هما (عبد الأمير شيخ حسن الشيباني) و (عبد الأمير شمارة). وكان الملك يأتي بصحبة أحد اصدقاءه من الضباط من بيت (الزواعري) وهو خال أحد صاحبي الحمام (الشيباني). ويقول: ان الكاظمية كانت تضم حمامات كثيرة منها حمام الميرزا هادي في محلة الأنباريين، وكان سعر إستحمام الشخص (25) فلساً وهو مبلغ محترم في حينه . وكان من رواد حمام ملوكي السيد محمد الصدر رئيس مجلس الأعيان وعبد الهادي الجلبي والدكتور فاضل الجمالي ومن الطرائف التي تروي عن الحمام انه في سنة ( 195-1952 م) جاءت فرقة عسكرية لحماية بغداد من الفيضان سنة (1950-1951م) وكان افرادها يستحمون فيها مجانا وذلك بايعاز من مالك الحمام تقديرا ًلجهودهم.